# لاپوا
لاپوا (به لاتین: Lapua) یک شهرک در فنلاند است که در اوستروبوتنیای جنوبی واقع شده‌است. این شهرک در سال ۲۰۱۷ میلادی ۱۴٬۵۲۲ نفر جمعیت داشته‌است.

## خواهرخوانده
شهرهای کیشکورش، هاگفوش، هوهنلوکشتدت، لانتانا، فلوریدا و راکوره خواهرخوانده‌های لاپوا هستند.